# Freizeitbad Heveney

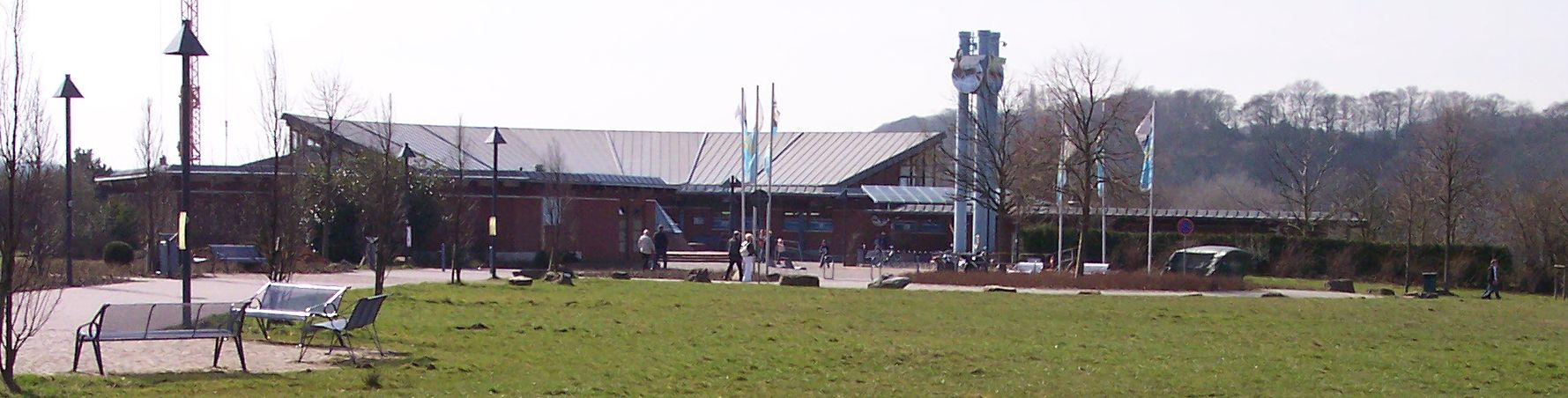
Freizeitbad Heveney

Das Freizeitbad Heveney ist ein Schwimmbad im Wittener Stadtteil Heven am Kemnader See zwischen Bochum und Witten. Es ist Bestandteil des Freizeitzentrums Kemnade.

## Geschichte
Das Freizeitbad wurde ab 1985 nach den Plänen des Architekturbüros Aichele, Stuttgart, in Zusammenarbeit mit dem Landschaftsarchitekten Eckebrecht, Kelkheim, für 16,4 Mio. D-Mark erbaut und am 5. Juli 1986 eröffnet. Es war eines der ersten kommunalen Freizeitbäder. Seitdem wurde es kontinuierlich weiterentwickelt. 2004/05 kamen ein Außenbecken und ein Rutschenturm sowie eine Liegehalle hinzu.
Im Juli 2016 feierte das Bad 30-jähriges Bestehen. Seit Bestehen hatte es über 12 Millionen Besucher.
Ab Januar 2017 wird das Bad Teil der neuen Freizeitgesellschaft Metropole Ruhr, in der zunächst vier Freizeitbäder des Ruhrgebiets vereint werden.

## Angebote

### Schwimmen

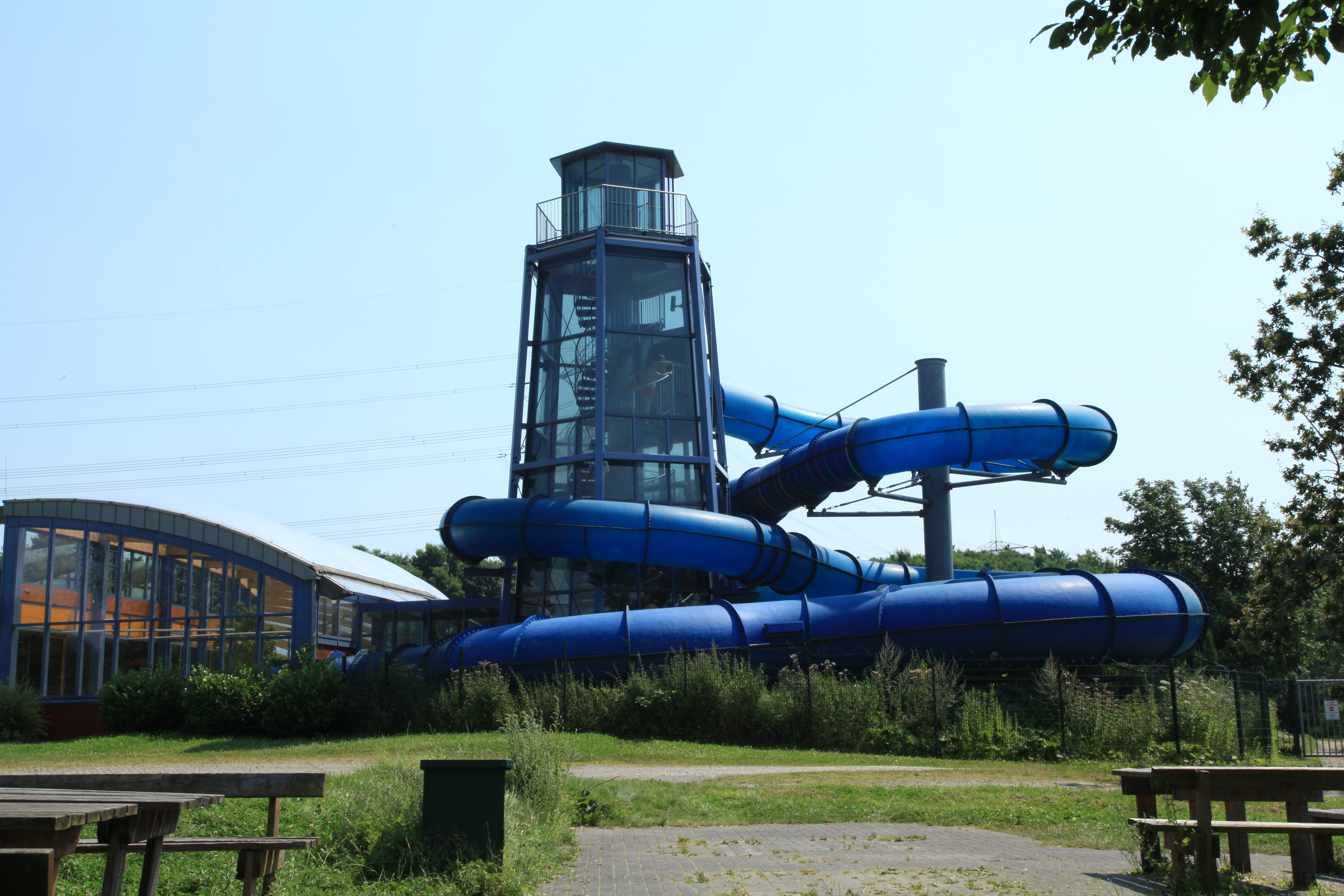
Außenrutsche

Mittelpunkt der Anlage ist die Warmbadehalle mit 700 m² Innenwasserfläche und bis zu 1,35 m Wassertiefe. Daneben befindet sich der Sonnengarten, ein mit einer Folie abgeschirmter Liege- und Aufenthaltsbereich. Es gibt einen Kleinkind-Badebereich und einen Whirlpool in der Badehalle, ebenso einen im Becken im Außenbereich. Zwei ganzjährig nutzbare Rutschen, davon eine Reifenrutsche, sowie eine 100 m lange Außenrutsche stehen dem Gast zur Verfügung.

### Saunieren
Insbesondere der Saunenbereich wurde 1999 und 2000 erheblich erweitert. Insgesamt gibt es acht Saunen. Neben den konventionellen Aufguss-Saunaanlagen werden eine Erdsauna und eine Biosauna angeboten. Zudem gibt es diverse Abkühlmöglichkeiten. 
Im Außenbereich befinden sich ein Warm- und ein Kaltbadebecken. Darüber hinaus steht eine Reihe von Solarien zur Verfügung und eine Saunabar mit Kamin. Zudem gibt es über die Saunalandschaft verteilt diverse Ruhebereiche, unter anderem den Hevener Kegel aus rotem Granit, an dem die Besucher sich die Füße wärmen können. Dieses Angebot ist eng verbunden mit der bergbaulichen Geschichte des Stadtteils, denn der Stein wird durch aufsteigende Luft aus dem Flöz erwärmt.

### Weitere Angebote
Neben den Saunen stehen darüber hinaus ein Dampfbad sowie die (neben dem Hevener Kegel gelegene) Dampfgrotte und ein Raum zur Soleinhalation zur Verfügung. Im Freizeitbad befindet sich auch ein Café-Restaurant.

## Besucher
Im Jahre 2002 zählte man über 475.000 Besucher; am 16. August 2004 waren es 7,5 Millionen Besucher seit dem Bestehen. 2013 hatte das Bad rund 380.000 Gäste.
In unmittelbarer Nähe zum Freizeitbad Heveney befindet sich über die Autobahnanschlussstelle Witten-Heven ein direkter Anschluss zur A 43. Der Anschluss an den ÖPNV wird durch die Buslinien 320, 374, 375 und SB 67 gewährleistet. Es bestehen direkte Verbindungen zur Ruhr-Universität, ins Wittener Zentrum, sowie in die Stadtteile Herbede, Heven und Annen. Durch den SB 67 ist eine Verbindung bis zum Wuppertaler Hauptbahnhof möglich.